# Arquidiócesis de Katowice
La arquidiócesis de Katowice (en latín: Archidioecesis Katovicensis y en polaco: Archidiecezja katowicka) es una circunscripción eclesiástica de la Iglesia católica en Polonia. Se trata de una arquidiócesis latina, sede metropolitana de la provincia eclesiástica de Katowice. Desde el 4 de noviembre de 2024 es sede vacante y su administrador diocesano es el obispo auxiliar Marek Szkudło.

## Territorio y organización

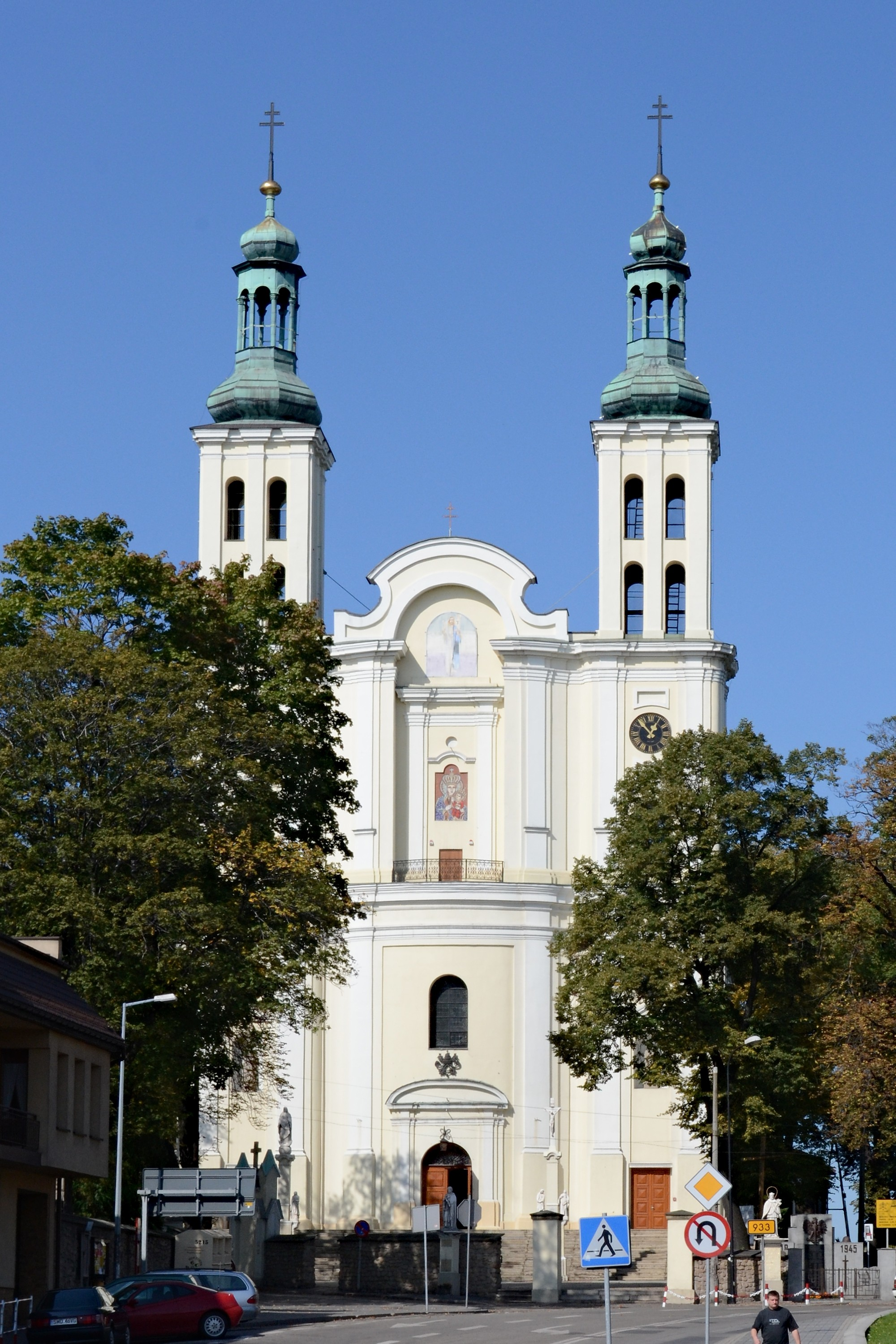
Basílica santuario de Santa María Inmaculada, en Pszów

La arquidiócesis tiene 2400 km² y extiende su jurisdicción sobre los fieles católicos de rito latino residentes en la parte central del voivodato de Silesia.

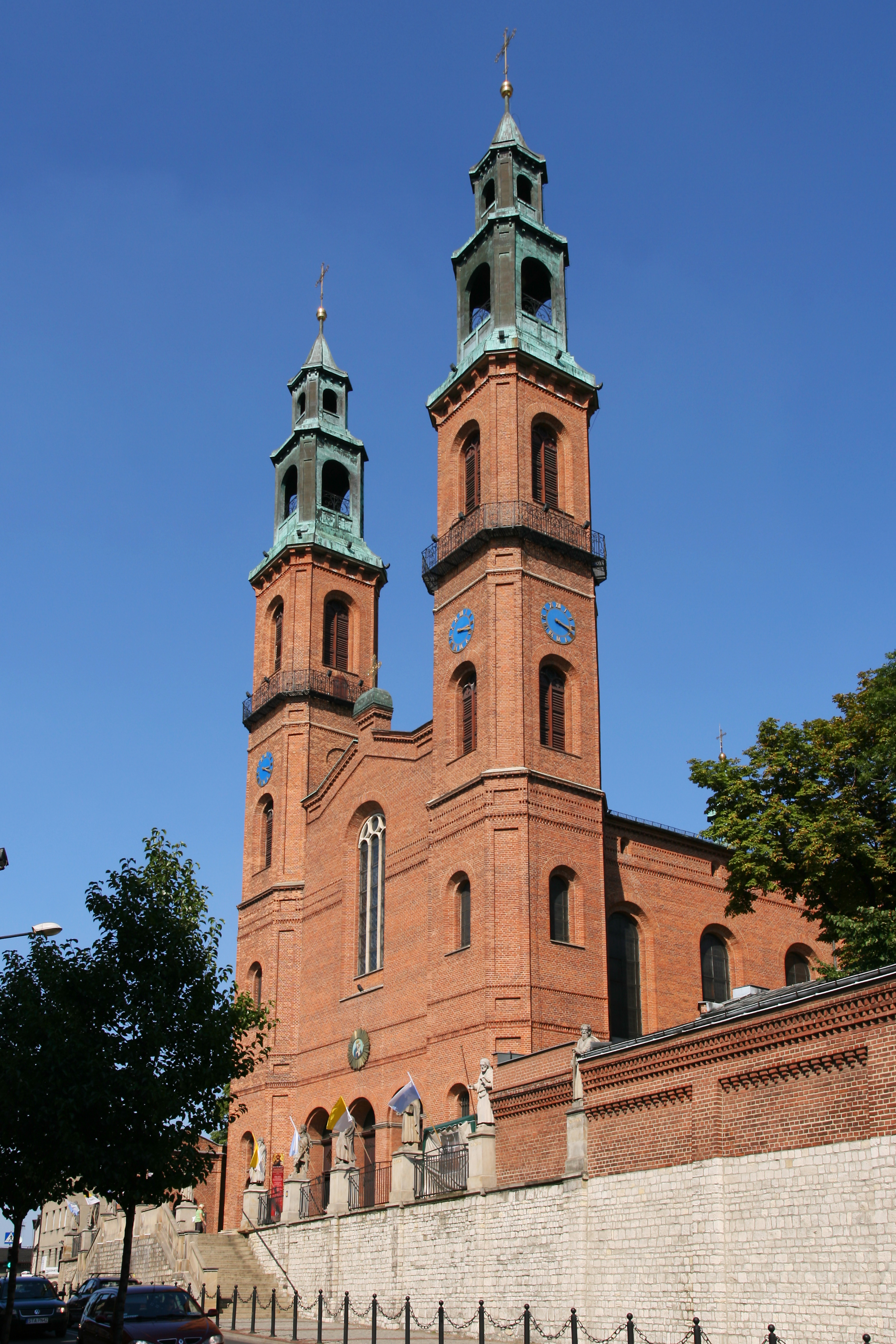
Basílica de Santa María y San Bartolomé, en Piekary Śląskie

La sede de la arquidiócesis se encuentra en la ciudad de Katowice, en donde se halla la Catedral de Cristo Rey. En el territorio de la arquidiócesis existen 6 basílicas menores: el santuario de Santa María Inmaculada, en Pszów; la basílica de Santa María y San Bartolomé, en Piekary Śląskie; la basílica de San Antonio de Padua, en Rybnik; la basílica de San Luis y la Asunción de María, en el distrito Panewniki de Katowice; la basílica de San Adalberto, en Mikołów; y la basílica de San Esteban y Nuestra Señora de Bogucka, en Katowice.

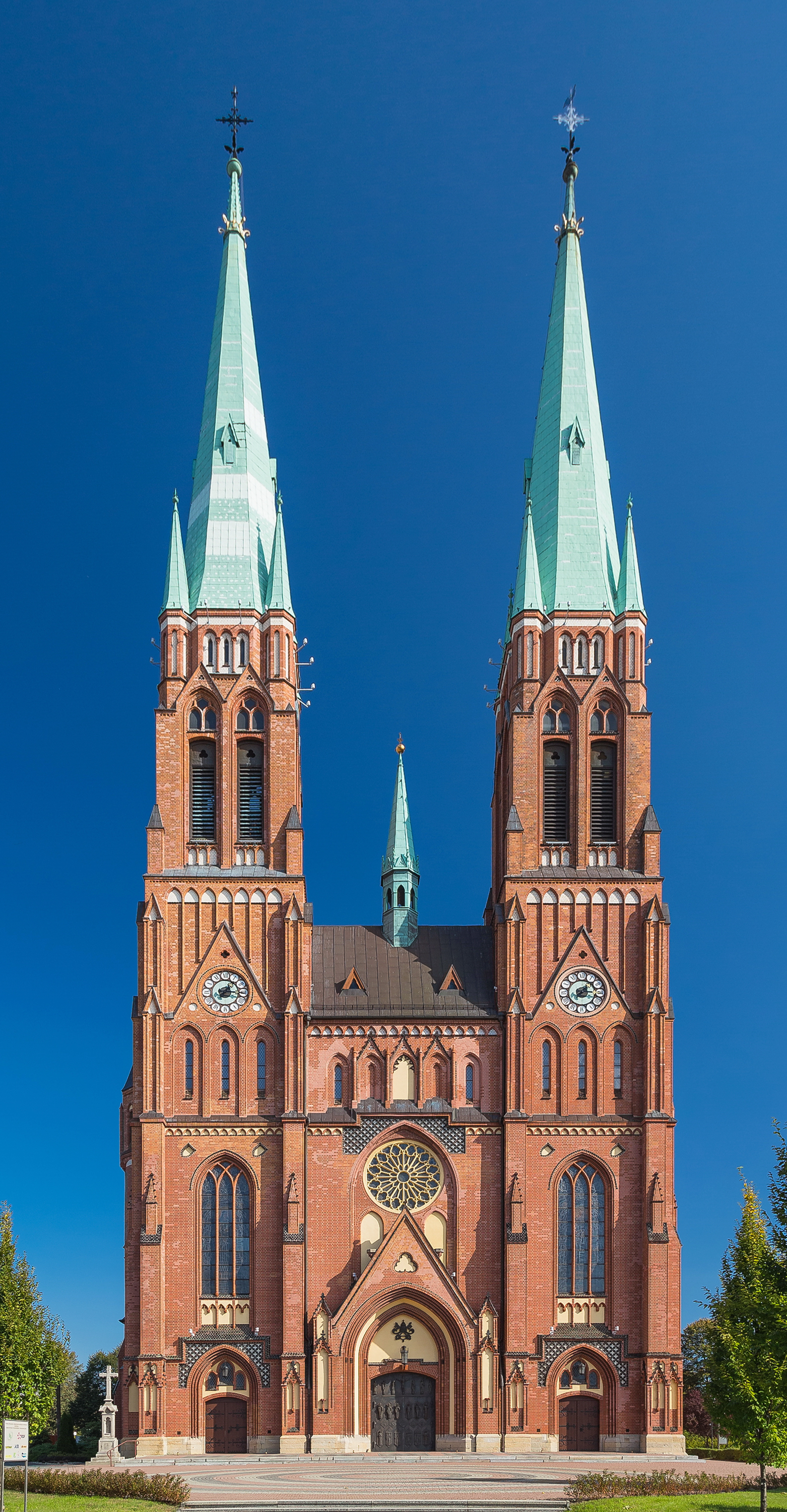
Basílica de San Antonio de Padua, en Rybnik

La arquidiócesis tiene como sufragáneas a las diócesis de: Gliwice y Opole.
En 2023 en la arquidiócesis existían 322 parroquias agrupadas en 33 decanatos.

## Historia
Tras la cesión a Polonia de parte del territorio de la Alta Silesia, el 7 de noviembre de 1922 la Santa Sede nombró para estos territorios, que todavía formaban parte formalmente de la arquidiócesis de Breslavia, como administrador apostólico al salesiano August Hlond mediante el decreto Sanctissimus Dominus de la Congregación para los Asuntos Eclesiásticos Extraordinarios.
La administración apostólica incluía 14 decanatos, 140 parroquias e iglesias filiales, 291 sacerdotes y poco más de un millón de fieles.
En el mismo territorio, el 28 de octubre de 1925 se erigió la diócesis de Katowice mediante la bula Vixdum Poloniae unitas del papa Pío XI, obteniendo el territorio de la misma arquidiócesis de Breslavia. La nueva sede se hizo sufragánea de la arquidiócesis de Cracovia. La bula estableció la iglesia de los Santos Apóstoles Pedro y Pablo en Katowice como catedral de la nueva diócesis.
El cabildo catedralicio, formado por 8 canónigos, fue erigido el 2 de enero de 1926 mediante la bula Divina disponente clementia del papa Pío XI.
El 25 de marzo de 1992, tras la reorganización de las diócesis polacas querida por el papa Juan Pablo II mediante la bula Totus Tuus Poloniae populus, cedió partes de su territorio para la erección de las diócesis de Bielsko-Żywiec y Gliwice y al mismo tiempo fue elevada al rango de arquidiócesis metropolitana.

## Estadísticas
Según el Anuario Pontificio 2024 la arquidiócesis tenía a fines de 2023 un total de 1 375 000 fieles bautizados.
| Año                                                                             | Población            | Población | Población      | Sacerdotes | Sacerdotes    | Sacerdotes    | Bautizados por sacerdote | Diáconos permanentes | Religiosos | Religiosos | Parroquias |
| Año                                                                             | Bautizados católicos | Total     | % de católicos | Total      | Clero secular | Clero regular | Bautizados por sacerdote | Diáconos permanentes | Varones    | Mujeres    | Parroquias |
| ------------------------------------------------------------------------------- | -------------------- | --------- | -------------- | ---------- | ------------- | ------------- | ------------------------ | -------------------- | ---------- | ---------- | ---------- |
| 1950                                                                            | 1 260 000            | 1 282 000 | 98.3           | 506        | 459           | 47            | 2490                     |                      | 62         | 1806       | 233        |
| 1970                                                                            | 1 600 000            | 1 700 000 | 94.1           | 858        | 719           | 139           | 1864                     |                      | 186        | 1753       | 261        |
| 1980                                                                            | 2 036 000            | 2 200 000 | 92.5           | 919        | 803           | 116           | 2215                     |                      | 222        | 1499       | 348        |
| 1990                                                                            | 2 260 934            | 2 373 374 | 95.3           | 1136       | 979           | 157           | 1990                     |                      | 292        | 1390       | 425        |
| 1999                                                                            | 1 700 000            | 1 750 000 | 97.1           | 1008       | 882           | 126           | 1686                     |                      | 213        | 922        | 310        |
| 2000                                                                            | 1 650 000            | 1 700 000 | 97.1           | 1018       | 894           | 124           | 1620                     |                      | 202        | 914        | 311        |
| 2001                                                                            | 1 650 000            | 1 700 000 | 97.1           | 1035       | 908           | 127           | 1594                     |                      | 222        | 887        | 312        |
| 2002                                                                            | 1 735 000            | 1 785 000 | 97.2           | 1053       | 920           | 133           | 1647                     |                      | 212        | 977        | 313        |
| 2003                                                                            | 1 670 000            | 1 719 000 | 97.1           | 1052       | 922           | 130           | 1587                     |                      | 203        | 883        | 313        |
| 2004                                                                            | 1 660 000            | 1 712 000 | 97.0           | 1061       | 930           | 131           | 1564                     |                      | 199        | 879        | 313        |
| 2006                                                                            | 1 640 000            | 1 685 000 | 97.3           | 1071       | 946           | 125           | 1531                     |                      | 180        | 843        | 314        |
| 2013                                                                            | 1 477 900            | 1 520 900 | 97.2           | 1105       | 976           | 129           | 1337                     |                      | 194        | 819        | 319        |
| 2016                                                                            | 1 443 000            | 1 486 000 | 97.1           | 1092       | 966           | 126           | 1321                     | 3                    | 199        | 870        | 321        |
| 2019                                                                            | 1 390 000            | 1 461 000 | 95.1           | 1066       | 959           | 107           | 1303                     | 5                    | 174        | 870        | 322        |
| 2021                                                                            | 1 390 000            | 1 461 000 | 95.1           | 1066       | 938           | 128           | 1303                     | 5                    | 193        | 830        | 322        |
| 2023                                                                            | 1 375 000            | 1 450 000 | 94.8           | 1033       | 913           | 120           | 1331                     | 12                   | 187        | 620        | 322        |
| Fuente: Catholic-Hierarchy, que a su vez toma los datos del Anuario Pontificio. |                      |           |                |            |               |               |                          |                      |            |            |            |

## Episcopologio
- August Hlond, S.D.B. † (7 de noviembre de 1922-14 de diciembre de 1925 nombrado obispo de Katowice) (administrador apostólico)

- August Hlond, S.D.B. † (14 de diciembre de 1925-24 de junio de 1926 nombrado arzobispo de Gniezno-Poznań)
- Arkadiusz Lisiecki † (24 de junio de 1926-13 de mayo de 1930 falleció)
- Stanisław Adamski † (2 de septiembre de 1930-12 de noviembre de 1967 falleció)
- Herbert Bednorz † (12 de noviembre de 1967 por sucesión-3 de junio de 1985 retirado)
- Damian Zimoń (3 de junio de 1985-29 de octubre de 2011 retirado)
- Wiktor Paweł Skworc, (29 de octubre de 2011-31 de mayo de 2023 retirado)
- Adrian Józef Galbas, S.A.C., (31 de mayo de 2023 por sucesión-4 de noviembre de 2024 nombrado arzobispo de Varsovia)